# Francesco Zambeccari

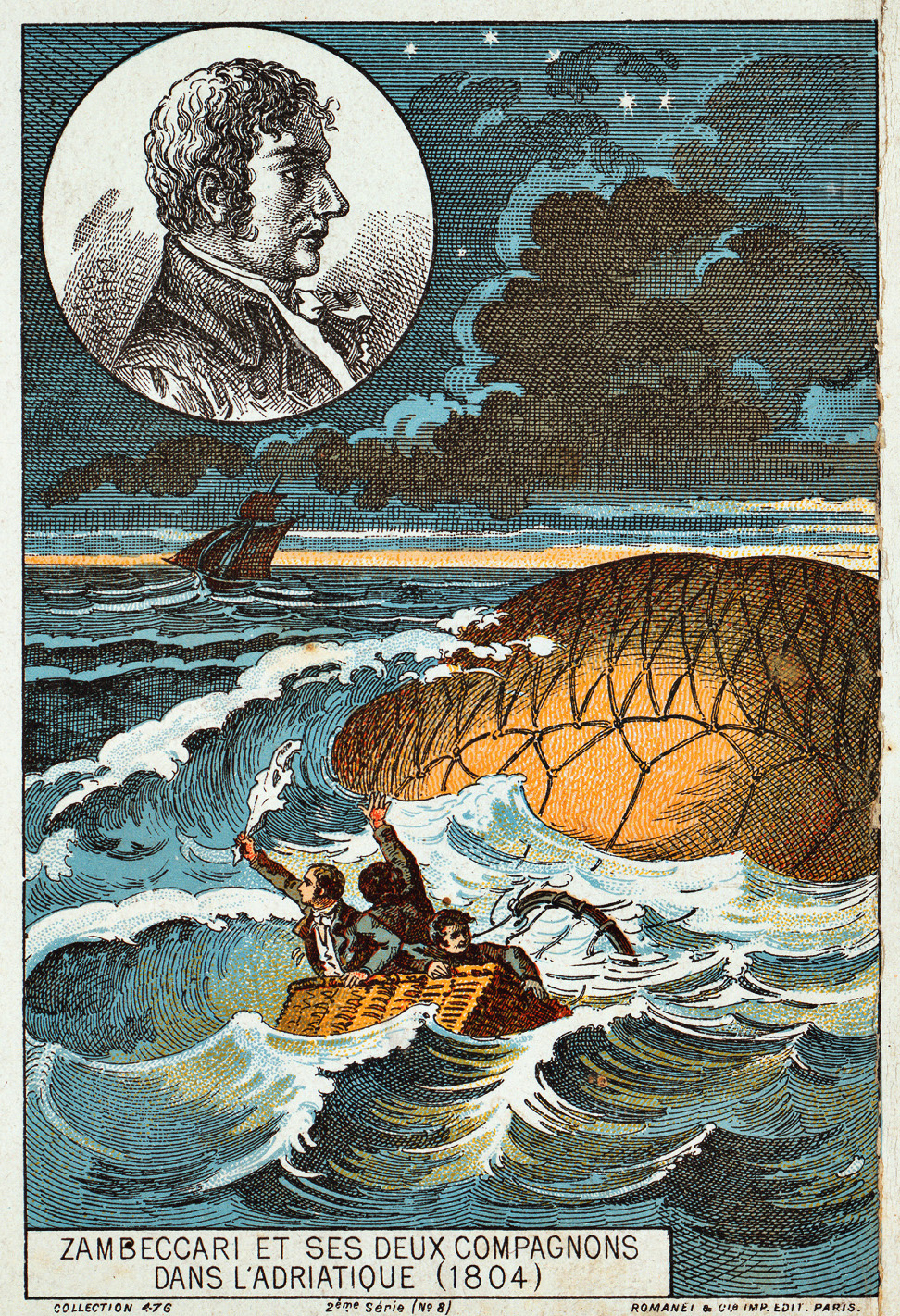
Zambeccari och hans två kompanjoner i Adriatiska havet, samlarkort från 1890-talet.

Francesco Zambeccari, född 1756 i Bologna, Italien, död 1812 i Bologna, var en italiensk greve och pionjär inom montgolfiére och charlierflygning.
Zambeccari, som var flykting från den spanska inkvisitionen, släppte med tre veckors mellanrum i november 1783 upp först en obemannad montgolfiére och för jämförande prov en charlier.
Han flög själv första gången i England 25 mars 1785 med amiral Edward Veron som passagerare, och var konkurrent till Vincenzo Lunardi. Efter att han återvänt till Italien var han åtskilliga gånger nära döden i sina flygförsök. När han genomförde en uppstigning 1812 fattade hans montgolfiére eld under en nattlig flygning. Han lyckades inte släcka elden utan tvingades hoppa från 20 meters höjd. Han avled vid hoppet.